# Finstere Klinge (Jagst)
Die Finstere Klinge ist eine knapp halbkilometerlange Bachklinge in der Stadtteilgemarkung Lendsiedel von Kirchberg an der Jagst im Landkreis Schwäbisch Hall im nordöstlichen Baden-Württemberg. Der sie durchfließende, abschnittsweise unbeständige Bach mündet nach einem Gesamtlauf von über einem Kilometer Länge unterhalb des Mühlweilers Eichenau der Kleinstadt von rechts in die mittlere Jagst.

## Geographie

### Verlauf
Der Bach durch die Finstere Klinge entsteht in zwei Zweigen am Südrand des Streitwaldes in einer Ackerbaulandschaft, die Quelle des rechten und nordwestlichen Oberlaufs auf etwa 396 m ü. NHN im Gewann Streitwiesen, die des linken und nordöstlichen auf etwa 406 m ü. NHN im Gewann Greut. Beide Zweige sind oft ohne Durchfluss, sie laufen zunächst südwärts und kehren sich dann stark gegeneinander. Der rechte folgt danach dem Lauf der L 1041 Gerabronn-Seibotenberg–Kirchberg, der linke folgt einem Sträßchen von Weckelweiler her zur Landesstraße.
Wo dieses an die Landesstraße anschließt, vereinen sich die Zweige auf etwa 375 m ü. NHN. Der weiterhin oft durchflusslose Gewässerlauf wendet sich dort, von der Landesstraße nun am linken Hang begleitet, nach Süden und gräbt sich nun schnell in seine etwa 0,4 km lange Waldklinge ein. Auf dem Grund des bis zehn Meter tiefen Geländeriss liegt ein etwa drei Meter breites Schotterbett. Etwa auf halber Strecke in dieser kleinen Schlucht läuft aus der sogenannten Eichenauer Quellhöhle am rechten Hangfuß ein dauerhafteres Gerinne zu, der Durchfluss im Bach selbst ist von nun an beständiger. 
Am unteren Ende der Klinge setzt der Wald aus und der dort meist wieder versickernde Bach unterquert die K 2517 vom Weiler Kirchberg-Diembot zur Landesstraße hin. Der nun grabenartige Bachlauf folgt dieser Nebenstraße nur kurz nach Südosten und kehrt sich dann zwischen zwei Feldern hindurch auf westlichen Restlauf. Auf etwa 324 m ü. NHN mündet der Bach von rechts in die Jagst, nur etwa 50 Meter oberhalb der Stelle, an der der Kanal der Gaismühle, der letzten Mühle im oberhalb gelegenen Mühlweiler Eichenau, von der Gegenseite in den Fluss zurückläuft. 
Der ab seiner rechten Quelle etwa 1,2 km lange Bach fließt mit einem mittleren Sohlgefälle von etwa 59 ‰ zur etwa 72 Höhenmeter tiefer liegenden Mündung. Er hat außer den beiden Oberläufen und der Klingenquelle keine wesentlichen Zuflüsse.

### Einzugsgebiet
Der Bach hat ein etwa 1,3 km² großes Einzugsgebiet, das naturräumlich gesehen weit überwiegend im Unterraum Bartenstein-Langenburger Platten der Östlichen Kocher-Jagst-Ebenen liegt und nur mit dem Mündungszwickel im Mittleren Jagsttals des Jagsttals. Der mit etwa 433 m ü. NHN höchste Punkt liegt an der Nordwestecke im Streitwald, dem großen Waldgebiet im Einzugsgebiet neben dem nur sehr kleinflächigen Talwald in der Finsteren Klinge. Der etwas größere Anteil überwiegend dazwischen ist offen und wird fast vollständig beackert.
Im Nordosten und Osten grenzt das Einzugsgebiet des Weckelweiler Klingenbachs an, der oberhalb gegenüber von Kirchberg, im Nordwesten ein Bach vom Dornlehle, der weiter abwärts am oberen Ortsrand von Diembot von rechts in die Jagst mündet. Das gesamte Gebiet liegt in der Stadtteilgemarkung Landsiedel der Kleinstadt Kirchberg an der Jagst und ist völlig unbesiedelt.

## Geologie
Die höchste mesozoische Schicht im Einzugsgebiet ist der Gipskeuper (Grabfeld-Formation), der die größten Höhen im Streitwald an der nördlichen Wasserscheide bedeckt. Südlich davon setzt noch vor dem Flurrand der Lettenkeuper (Erfurt-Formation) ein, in dem beide Bachquellen liegen und der sich im Allgemeinen bis an die Hangkante des Jagsttales fortsetzt.  Jedoch streicht die Kirchberger Verwerfung von Südosten her ins Einzugsgebiet, sie verläuft etwa vom oberen Ende der Klinge entlang dem rechten Oberlauf und versetzt Oberen Muschelkalk auf der nordöstlichen Hochscholle gegen Lettenkeuper an ihrer Südwestseite. Dadurch liegt zwischen den beiden Oberläufe eine breite „Bucht“ aus Oberem Muschelkalk, der sonst nur in der engen Klinge selbst und am Jagsttalhang ausstreicht.
Daneben gibt es auch jüngere quartäre Ablagerungen. Entlang der beide Oberläufe und dann vereint bis in die obere Klinge hinein ziehen sich Bänder aus Schwemmland, das dann erst wieder in unmittelbarer Jagstnähe rechts des Mündungsbereiches liegt. Der auffällig aus der Klingenachse weichende Verlauf des Baches im Jagsttal trennt dieses rechtsseits liegende Schwemmland von linksseits kurz Terrassensedimenten in den Zeiläckern, dann kurz Auenlehmen des Jagsttalgrundes.
Die sehr unbeständige Wasserführung weist auf Verkarstung des Muschelkalks hin. Am Waldaustritt der L 1041 aus dem Streitwald zeichnet eine ältere Karte in Schichthöhe des Lettenkeupers Abbaugruben ein, von denen aber zumindest in der offenen Flur heute nichts mehr zu erkennen ist.

## Natur und Schutzgebiete
Im Streitwald gibt es im Bereich der nördlichen Wasserscheide einige vorgeschichtliche Grabhügel, von denen einer als Naturdenkmal ausgewiesen ist. Der Jagsttalanteil des Einzugsgebietes, die Klinge und ein Teil des rechten Mündungssporns liegen im Landschaftsschutzgebiet Mittleres Jagsttal mit Nebentälern und angrenzenden Gebieten.

### LUBW
Amtliche Online-Gewässerkarte mit passendem Ausschnitt und den hier benutzten Layern: Bachlaufs durch die Finstere Klinge und von deren Einzugsgebiet

Allgemeiner Einstieg ohne Voreinstellungen und Layer: Daten- und Kartendienst der Landesanstalt für Umwelt Baden-Württemberg (LUBW) (Hinweise)
1. 1 2 3 4 5  Höhe nach dem Höhenlinienbild auf dem Hintergrundlayer Topographische Karte.
2. 1 2  Länge abgemessen auf dem Hintergrundlayer Topographische Karte.
3. ↑  Einzugsgebiet abgemessen auf dem Hintergrundlayer Topographische Karte.
4. ↑  Name nach dem Layer Geschützte Biotope.
5. ↑  Natur teilweise nach dem Layer Geschützte Biotope.
6. ↑  Schutzgebiete nach den einschlägigen Layern.

### Andere Belege
1. ↑  Wolf-Dieter Sick: Geographische Landesaufnahme: Die naturräumlichen Einheiten auf Blatt 162 Rothenburg o. d. Tauber. Bundesanstalt für Landeskunde, Bad Godesberg 1962. → Online-Karte (PDF; 4,7 MB)
2. ↑  Geologie nach den Layern zu Geologische Karte 1:50.000 auf: Mapserver des Landesamtes für Geologie, Rohstoffe und Bergbau (LGRB) (Hinweise)
3. ↑  Frühere Abbaugruben nach:
  - Meßtischblatt 6725 Gerabronn von 1938 in der Deutschen Fotothek